# Monastère des Saints-Apôtres (Tavush)
Pour les articles homonymes, voir Monastère des Saints-Apôtres.
Le monastère des Saints-Apôtres (en arménien Սուրբ Առաքելոց Վանք, Sourp Arakelots) est un monastère arménien situé dans le marz de Tavush, à proximité de la communauté de Kirants, près de la frontière azerbaïdjanaise. Construit  dans la vallée de la rivière Khndzorkut (ou Joghas, ou Kirants), une vallée qui abrite également les monastères de Kirants et de Deghdznuti, il date essentiellement du XIIIe siècle.